# Botkin család
A Botkinok (orosz nyelven: Боткины) régi orosz kereskedőcsalád, a 19. századi oroszországi teakereskedelem egyik legismertebb vállalkozásának tulajdonosai. A család legtöbb tagja később a művészet, illetve az orvostudomány művelőjeként, műgyűjtőként, mecénásként vált híressé.

## Az alapító és vállalkozása
A család a Pszkovi kormányzóság Togorec (Toropec) nevű városából való, neve a 17. század közepe óta ismert. A 18. század végén két fivér áttelepült Moszkvába, közülük Pjotr Kononovics Botkin (1781-1853) volt az, aki az országszerte ismertté lett vállalkozást létrehozta és a teakereskedelem megszervezésével a család jövőjét megalapozta. Kezdetben a kínai határon fekvő Kjahta kereskedővárosból szerezték be a teát és juttatták el az ország központi részeibe. A tea iránti kereslet akkoriban gyorsan nőtt, és az üzlet rendkívül nyereségesnek bizonyult, 1832-ben Botkin Moszkvában udvarházat vásárolt. Később már Ceylonból és Indiából is szállítottak teát Odesszán át, emellett Botkin és fiai cukorgyárral is rendelkeztek. Mindez a 19. században előkelő helyet biztosított számukra a moszkvai kereskedők világában.
Pjotr Kononovicsnak két házasságából 9 fia és 5 lánya született, de az akkori kereskedőcsaládok szokásainak megfelelően nem fordított figyelmet tanításukra. Halála előtt a vállalkozás folytatására négy fiát jelölte ki, kettőt az első és kettőt a második házasságából.

## Gyermekei és leszármazottai
- Vaszilij Petrovics Botkin (1811-1869), ismert író, kritikus. Apja halála után mint legidősebb fiú, ő lett a családfő és átvette a vállalkozás irányítását. Közben folyamatosan képezte magát, fivéreit egyetemre járatta, húgai mellé magántanárokat fogadott. Ő maga művészeti és irodalmi témájú cikkeket írt, később útijegyzeteit jelentette meg. Barátságot kötött Visszarion Grigorjevics Belinszkijjel, aki bevezette őt a haladó nézeteket valló Sztankevics-körbe is. Belinszkij halála után szinte teljesen felhagyott az írással, főként utazgatott.

- Nyikolaj Petrovics Botkin (1813-1869) élete java részét utazgatással töltötte. Külföldön megismerkedett az ott élő Gogollal és A. A. Ivanov festőművésszel. Hazatérőben a Közel-Keletről, 1869 májusában halt meg Pesten (Budán?) egy véletlen balesetben.

- Dmitrij Petrovics Botkin (1829-1889) Pjotrral együtt a teakereskedelmi vállalkozás társtulajdonosa. Fiatal korától kezdve szenvedélyes műgyűjtő volt. Főként francia és német festők képeiből álló galériáját barátja, Pavel Tretyjakov képtárával egy szinten emlegették. 1877-től haláláig a Moszkvai Művészetkedvelők Társaságának elnöke, 1884-től a szentpétervári Művészeti Akadémia tiszteletbeli tagja volt. Gyűjteményét fiai örökölték:
  - Szergej Dmitrijevics a saját részét 1896-ban magával vitte Párizsba.
  - Pjotr Dmitrijevics festményei 1917 után állami tulajdonba kerültek, közülük többet a moszkvai Szépművészeti Múzeum kapott meg.

- Pjotr Petrovics Botkin (1831-1907) apjuk halála után szintén a cég egyik tulajdonosa. Fivéreivel ellentétben igazi kereskedőnek bizonyult, idejének legnagyobb részét a moszkvai raktárakban töltötte, külföldre is csak ritkán utazott. Irányítása alatt a cég terjeszkedett: 1882-ben cukorgyárat vásárolt a Kurszki kormányzóságban, saját és bérelt földjein cukorrépát termesztett. A gyár virágkorában 800 000 pud cukrot állított elő, kiváló minőségű termékük az 1889-es párizsi világkiállításon aranyérmet kapott.

- Szergej Petrovics Botkin (1832-1889) európai hírű belgyógyász-professzor. Moszkvában az orvosi fakultáson tanult, majd híres nyugat-európai gyógyászati központokban dolgozott, képezte magát. 1860-ban a szentpétervári orvos-sebészeti akadémián helyezkedett el, ahol terápiás klinikát vezetett, szakmai tanulmányok sorát jelentette meg, közben oktatott. Tanítványaiból alakult ki a róla elnevezett botkini iskola. Számos oroszországi és kilenc külföldi orvostudományi társaság választotta tagjai sorába, az 1870-es évek elején a cári család orvosa lett. Háza ismert értelmiségiek találkozóhelye volt, ahol Mengyelejev vagy a zeneszerző Artur Rubinstein is többször megfordult. Szentpéterváron kórházat neveztek el róla. Fiai:
  - Szergej Szergejevics (1859-1910) orvos, professzor.
  - Jevgenyij Szergejevics (1865-1918) szintén orvos. Részt vett az orosz-japán háborúban, majd a cári család orvosa volt. Végig velük maradt tobolszki száműzetésükben, és velük együtt végezték ki Jekatyerinburgban.

- Mihail Petrovics Botkin (1839-1914) festő és műgyűjtő. 1856-tól a szentpétervári Művészeti Akadémián festészetet tanult. Dmitrij testvéréhez hasonlóan híres műgyűjtő és mecénás volt. Gyűjteménye főként antik, bizánci, reneszánsz műtárgyakból állt. Különösen sok képpel rendelkezett A. A. Ivanov festőtől, akivel korábbi itáliai tanulmányútján ismerkedett meg. Néva parti házának öt termében helyezte el gyűjteményét, ebből két termet Ivanov képei töltöttek meg.

- A Botkin-lányok. P.K. Botkin első házasságából született Varvara és Alekszandra, férjeik valószínűleg kereskedőcsaládokból kerültek ki. A második házasságból származó legidősebb lány, Jekatyerina az ismert moszkvai gyároshoz, Ivan Vasziljevics Scsukinhoz ment feleségül. Tizenegy gyermekük közül az öt fiú a Botkinok művészet szeretetét örökölte, ismert műgyűjtők és mecénások voltak. Marija 1857-ben a híres költővel, Afanaszij Fettel kötött házasságot. A legkisebb lány, Anna P.L. Pikulin orvosprofesszor felesége lett, házuk a moszkvai művészvilág jelentős találkozóhelyének számított.